# Tiempo de valientes
Tiempo de valientes es una película argentina de comedia y suspenso de 2005 escrita y dirigida por Damián Szifron, producida por K&S Films, y protagonizada por Luis Luque y Diego Peretti. 
Es la segunda película en la carrera de Szifron y es considerada como la película argentina emblemática del subgénero buddy cop.

## Argumento
La película empieza mostrando el asesinato de dos empleados militares, Gauto (Hilario Quinteros) y Villegas (Carlos Portaluppi), a manos de tres agentes de la SIDE, José Lebonian (Oscar Ferreiro), Lisandro Prada (Tony Lestingi) y Lomianto (Ernesto Claudio), después de que hubiesen cumplido con un encargo especial: traer desde Córdoba un tonel especial para transportar uranio y venderlo a terroristas extranjeros. Al radicarse la denuncia en la policía por parte de la esposa de uno de los empleados asesinados, el comisario Ricardo Alonso (Martín Adjemián), por sugerencia de dos policías de la seccional, Pontrémori (Daniel Valenzuela) y Farina (Marcelo Sein), le encarga la investigación del caso a uno de sus mejores detectives, Alfredo Díaz (Luis Luque), que atraviesa un difícil momento en lo emocional al enterarse de la infidelidad de su esposa. Ante esta situación, Pontrémori sugiere que Díaz haga su trabajo acompañado por un psicólogo, para lo cual contactan a Mariano Silverstein (Diego Peretti), quien tiene una causa judicial por un accidente de tránsito. Para cerrar la causa, Silverstein acepta acompañar a Díaz, cumpliendo una sentencia como "probation".

## Producción
Cuando se me ocurre Tiempo de valientes, que es lo que se conoce como buddy-movie, aparece y la filmo, y no lo hago intentando modificar el lenguaje, ni cambiar el cine de un país ni llegar a Cannes ni nada; solo la quiero hacer bien.
Damián Szifron

## Reparto

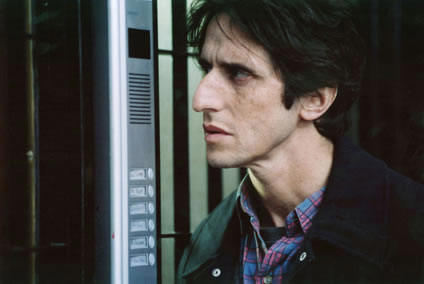
Diego Peretti interpreta al psicólogo Mariano Silverstein.

- Diego Peretti como Mariano Silverstein. Evita ir a juicio y lleva a cabo tareas comunitarias, que incluyen la atención psicológica de Alfredo Díaz.
- Luis Luque como Alfredo Díaz. El inspector de policía al que Mariano Silverstein debe ayudar con su depresión, tras haber descubierto que su mujer lo engañaba.
- Oscar Ferreiro como Lebonian. Agente de la SIDE.
- Gabriela Iscovich	como Diana, esposa de Mariano Silverstein.
- Martín Adjemián como Alonso. Oficial de policía
- Tony Lestingi como Lisandro Prada.
- Ernesto Claudio como Lomianto.
- Daniel Valenzuela como Pontrémoli.
- Carlos Portaluppi como Villegas.
- Marcelo Sein como Farina.
- Víctor Hugo Carrizo como Sambi.
- Jorge Ochoa como Forense.
- Duilio Orso como Radamés.
- Gustavo Pastorini.
- Hilario Quinteros	como Alfredo Gauto.
- Claudio Torres como Portero de la SIDE.
- Javier van de Couter como Morales.
- Antonio Ugo como Cardinalli.
- Esteban Lamothe como Liniers.
- Harry Havilio como Zubizarreta.
- Juan Alari como El Puma.
- Osqui Guzmán como Empleado de Limpieza.
- Alejandro Awada como Detective.

## Lanzamiento y recepción

### Crítica
Jonathan Holland, crítico de la revista estadounidense Variety, afirmó que la película es una buena comedia, con un buen guion. Por su parte, Casimiro Torreiro de El País escribió sobre el film «A la vez comedia llena de giros inteligentes y diálogos incluso brillantes y película de acción, un poco según el uso americano de las películas "de colegas"».
Consignado por la crítica su género como buddy-movie es asimismo un policial negro, con un sesgo instructivo e intelectualizante característico del director.
Un ejemplo de dicho sesgo instructivo, donde Szifron dispone un término técnico y hace que el personaje lo explique, es la referencia a la "probation" o trabajo comunitario, a la que Silvertein está supeditado y que determina el hilo narrativo. 
Como buddy-movie, una serie de referencias ineludibles con otras realizaciones por lo general internacionales y norteamericanas son detectables. Este género es común en Estados Unidos, con casos exitosos de taquilla como la saga Lethal Weapon o 48 Hrs. y Another 48 Hrs.. Asimismo, por la profesión del personaje de Silverstein (psicólogo) se han visto reminiscencias de Analízame o Analízate. 
En cuanto a lo que se refiere a la relación entre Silverstein y su esposa infiel, la referencia obligada ("alusiones, remixados y tamizados" como refiere Diego Brodersen) es Mentiras verdaderas que, además, sería una película admirada por Szifron.  
Otro remixado bastante marcado es el que, a través de la banda sonora, Guillermo Guareschi establece con la música del spaghetti western, tema que resalta sobre todo en la escena final.

## Premios
| Premio                                                     | Categoría                   | Receptor(es)       | Resultado |
| ---------------------------------------------------------- | --------------------------- | ------------------ | --------- |
| Premios Cóndor de Plata                                    | Mejor película              | Damián Szifron     | Nominado  |
| Premios Cóndor de Plata                                    | Mejor director              | Damián Szifron     | Nominado  |
| Premios Cóndor de Plata                                    | Mejor actor                 | Luis Luque         | Nominado  |
| Premios Cóndor de Plata                                    | Mejor actor                 | Diego Peretti      | Nominado  |
| Premios Cóndor de Plata                                    | Mejor guion original        | Damián Szifron     | Nominado  |
| Premios Cóndor de Plata                                    | Mejor sonido                | Fernando Soldevila | Nominado  |
| Premios Cóndor de Plata                                    | Mejor fotografía            | Lucio Bonelli      | Nominado  |
| Premios Cóndor de Plata                                    | Mejor montaje               | Alberto Ponc       | Nominado  |
| Festival de cine de Málaga, España                         | Mejor actor latinoamericano | Luis Luque         | Ganador   |
| Festival de comedia de Peñíscola, España                   | Mejor actor                 | Diego Peretti      | Ganador   |
| Festival de comedia de Peñíscola, España                   | Mejor director              | Damián Szifron     | Ganador   |
| Festival de comedia de Peñíscola, España                   | Mejor película              | Damián Szifron     | Ganador   |
| Festival internacional de cine latinoamericano de Biarritz | Premio de la audiencia      | Damián Szifron     | Ganador   |